# Drosophila chamundiensis
Drosophila chamundiensis este o specie de muște din genul Drosophila, familia Drosophilidae, descrisă de Sajjan și Krishnamurthy în anul 1972. Conform Catalogue of Life specia Drosophila chamundiensis nu are subspecii cunoscute.